# Coccothrinax argentea
Coccothrinax argentea es una palma endémica de la isla La Española.

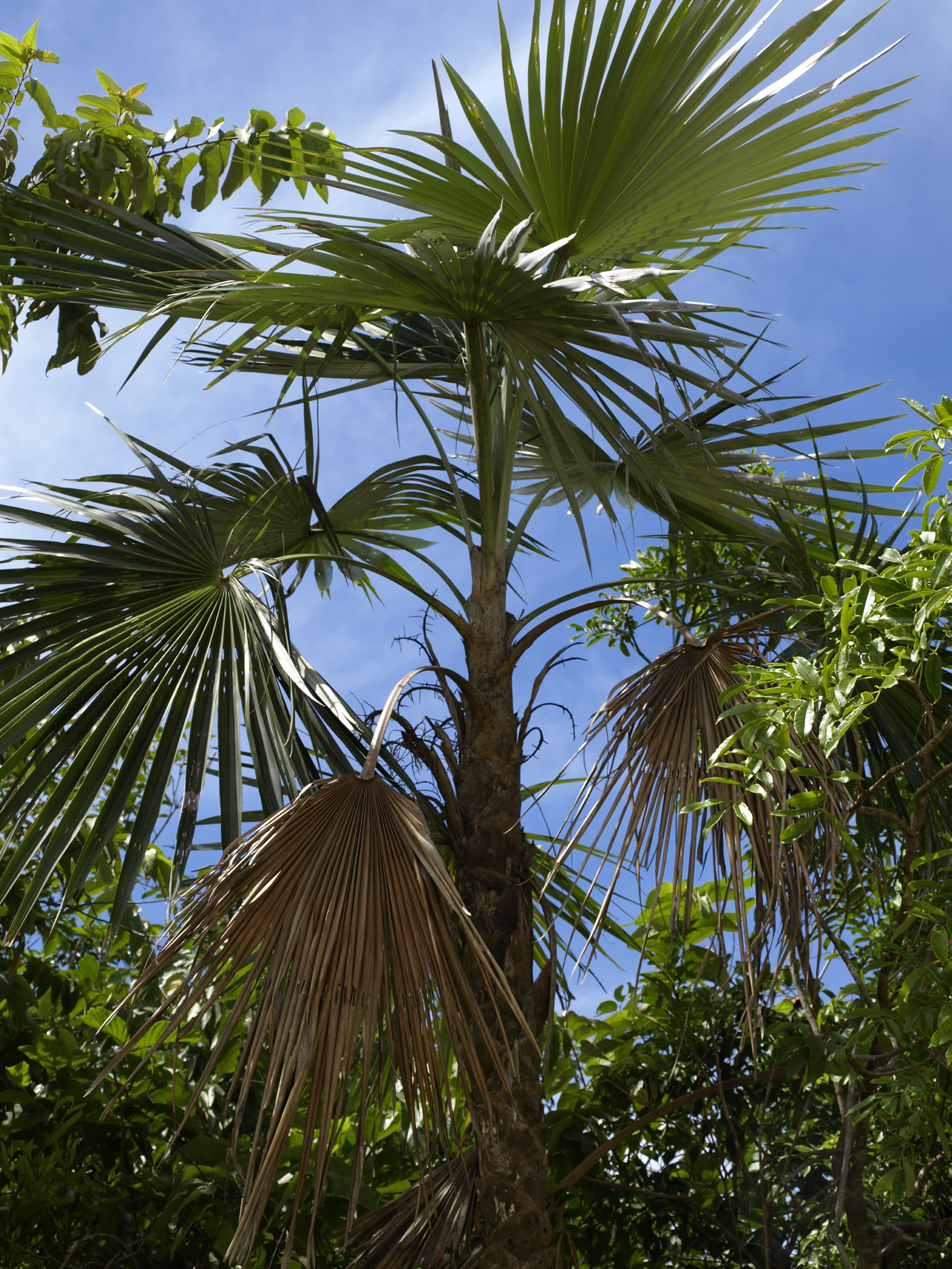
Vista de adulto

## Descripción
Es una palma de tamaño medio (creciendo hasta 10 m de alto).  Las hojas son de color verde oscuro.  Como otras especies del género Coccothrinax, C. argentea es una palmera con hojas palmadas. Las hojas muy jóvenes son consumibles como vegetales.  Incluso es usada como planta medicinal por personas para tratar enfermedades.
Esta especie es confundida frecuentemente con Coccothrinax argentata. Sin embargo su tronco suele ser más delgado que el de C. argentata.

## Taxonomía
Coccothrinax argentea fue descrita por (O.F.Cook) Becc. y publicado en Webbia 2: 331. 1908.
Etimología
Coccothrinax: nombre genérico que deriva probablemente de coco = "una baya", y la palma Thrinax nombre genérico.
argentea: epíteto latino que significa "plateada".
Sinonimia
- Thrinax argentea Lodd. ex Schult. & Schult.f. (1830).
- Acanthorrhiza argentea (Lodd. ex Schult. & Schult.f.) O.F.Cook (1941).
- Thrinax multiflora Mart. (1853).
- Thrinax graminifolia H.Wendl. (1854).
- Thrinax argentea var. garberi Chapm. (1897).
- Thrinax longistyla Becc. in I.Urban (1912).[9]

## Nombres comunes
Hispaniolan silver palm, silver thatch palm, guano, latanye maron, latanye savanna, palmera plateada de La Hispaniola, guanito, guano de escoba.